# Qar
Pour les articles homonymes, voir Qar (homonymie).
Cette page contient des caractères spéciaux ou non latins. S’ils s’affichent mal (▯, ?, etc.), consultez la page d’aide Unicode.
Qar, (ყარ, [qar], en géorgien) est la 24e lettre de l'alphabet géorgien.

## Linguistique
Qar est utilisé pour représenter le son [q].
Dans la norme ISO 9984, la lettre est translittérée par « q ».

## Représentation informatique
- Unicode[1] :
  - Asomtavruli Ⴗ : U+10B7
  - Mkhedruli et nuskhuri ყ : U+10E7